# Письмо майя
Письменность майя (иероглифика майя) — словесно-слоговая (логосиллабическая) система письма, использовавшаяся майя — одной из крупнейших культур доколумбовой Месоамерики.
По данным Британской энциклопедии, самые ранние надписи майя относятся приблизительно к 300 или 200 годам до н. э.; согласно БРЭ, наиболее ранние бесспорно майя тексты датируются I в. до н. э. — I в. н. э. Письмо непрерывно использовалось до прибытия в XVI веке н. э. испанских конкистадоров, а в некоторых изолированных районах, например, в Тайясале, некоторое время после этого.
Письменность майя представляла собой систему из словесных и слоговых знаков. Термин «иероглифы» в отношении письменности майя был применён европейскими исследователями XVIII и XIX столетия, которые, не понимая знаков, находили их похожими на египетскую иероглифику.

## Языки
В настоящее время считается, что классические тексты майя были написаны на литературном варианте языка чольти — возможно, что элита майя использовала этот язык в качестве лингва-франка по всему майеязычному миру.
Существовали тексты, написанные на других майяских языках Петена и Юкатана, в особенности, на юкатекском (в частности, таковыми могут являться дошедшие до нас постклассические кодексы). Имеются некоторые свидетельства периодического использования письма для записи майяских языков Гватемальского нагорья. Однако тексты на этих языках обычно записывались писцами, говорящими на чольти, и поэтому подверглись его влиянию.

## Происхождение письма
До недавнего времени считалось, что майя могли заимствовать некоторые элементы, а возможно, и основу своей письменности от ольмеков или эпиольмеков.
Однако, согласно новым данным, эпиольмекское письмо, считавшееся возможным прямым предком письма майя, на несколько веков младше, и, возможно, является его прямым потомком. Другие месоамериканские культуры того времени разработали собственные системы письма, имевшие много общих черт с ольмекской, в частности — двадцатеричную систему исчисления, обозначавшуюся системой точек и черт.

## Структура письменности
Письменность майя представляет собой хорошо разработанную систему знаков, которые кропотливо вырисовывались на керамике и стенах, записывались в бумажных кодексах, вырезались в дереве или камне или выполнялись в технике штукового рельефа. Вырезанные или отлитые символы раскрашивались, однако краска в большинстве случаев не дошла до наших дней. Всего доступно около 7000 текстов.
Сегодня из около 800 известных знаков расшифровано примерно 75 %, что позволяет прочитать с той или иной степенью достоверности до 90 % надписей, а также провести полноценный анализ письменности.

### Принцип
Письмо майя было словесно-слоговой (логосиллабической) системой. Отдельные знаки («иероглифы») могли представлять слово или слог.
На практике, тот же самый иероглиф часто мог использоваться для обеих целей. Например, календарный знак MANIK' (юк.) мог использоваться для обозначения слога chi (логограммы принято записывать прописными буквами, силлабограммы — строчными). Кроме того, некоторые логограммы могли быть использованы для записи более, чем одного слова. Существовала и другая неоднозначность: разные символы могли читаться одинаково. Например, более десяти, по всей видимости, не связанных между собой иероглифов использовались для записи часто встречающегося эргативного префикса-местоимения третьего лица единственного числа ʔu-.
Как правило, знаки имели форму слегка наклоненного квадрата со скруглёнными краями и представляли собой изображения, связанные с земледелием, изображающие растения, воду и дождь, головы животных, постройки, утварь, орудия труда, части человеческого тела. Некоторые знаки, особенно изображения животных, употреблялись исключительно в качестве логограмм. Существовали комбинации двух или даже большего числа знаков — один знак мог сливаться или вписываться в другой (образуя лигатуру).
Отдельные знаки группировались в иероглифические блоки от одного до пяти (как правило, два-четыре). Внутри блока знаки писались слева направо и сверху вниз (система, отдаленно напоминающая корейский хангыль). Каждый блок обычно являл собой часть фразы (например, ʔu-SAK-HUʔN, ʔusak huuʔn, «его белая повязка на голову»), либо целую фразу (TZUTZ-yi-ʔu-15-WINAAKHAAʔB', tzutzuuy ʔuhoʔlajuʔn winaakhaaʔb', «завершилось пятнадцатое двадцатилетие»). Вместо стандартной конфигурации блоков, майя иногда писали в один ряд, колонку, в виде «L», или «T» — такая форма записи чаще всего встречаются там, где она больше подходит поверхности, на которой написан текст либо иконографической композиции, которую он сопровождает.

### Фонетическая запись
Как правило, иероглифы, использовавшиеся в качестве слоговых знаков, происходят от логограмм, обозначавших односложные слова, оканчивавшиеся на гласный, слабый согласный (y, w, h) или гортанную смычку. К примеру, иероглиф «плавник» ([kah]) (имевший две формы — изображение рыбьего плавника или рыбы с выделяющимися плавниками), стал обозначать слог ka.

### Логограммы
В письменности майя содержится большое количество логограмм — знаков, обозначающих отдельные слова. Ниже представлены некоторые из них.

### Силлабограммы
Силлабограммы (слоговые знаки) — графемы, передающие на письме целый слог.

### Правила фонетической записи

#### Фонетические подтверждения
В иероглифическом майя существовала развитая система фонетических подтверждений. Слоговые знаки часто использовались как фонетические подтверждения для различения логограмм, имевших более одного прочтения (как в египетской письменности). Например, слово b’ahlam («ягуар») могло записываться как логограмма B’ALAM, дополненная фонетически b’a-B’ALAM, B’ALAM-ma или b'a-B’ALAM-ma, или же писаться полностью силлабически — b’a-la-ma.
Фонетические знаки обозначали простые слоги типа согласный-гласный, или отдельный гласный. Однако большинство слов майя оканчивалось не на гласный, а на согласный, а кроме того, существовало много сочетаний двух согласных внутри слова, например, xolteʔ [ʃolteʔ] («скипетр», соответствует схеме CVCCVC).
При условной CV-CV, либо CVC-СV гласная последнего открытого слога, как правило, участвовала в образовании либо подтверждении гласной предыдущего слога, сама же она не читалась. Согласный звук фонетического подтверждения соответствовал согласному, к которому «прикреплялся», как видно на примерах.
В целом, можно выделить несколько правил иероглифической записи слов с помощью логограмм и слоговых знаков:

#### Правилосингармонизма
1. Слог CVC писался как CV-CV, где гласные (V) были одинаковыми: k’u-hu, k’uh — «божество»; ch’o-ko, ch’ok — «молодой, юноша». Тот же принцип действовал в случае фонетического подтверждения логограммы — TZ’AK-ka, tz’ak — «упорядочивать, вставать по порядку».

#### Правила дисгармонии[5][6]
1. Долгая гласная в слоге CVVC передавалась с помощью слога Ci (CV-Ci) для всех гласных, кроме, собственно, [i], долгая [i] передавалась с помощью слога Ca (Ci-Ca). Например: TUUN-ni [tuun] — «камень», ja-yi, jaay — «глиняный сосуд»; K’AWIIL-la, k’awiil — «Кавиль, 2) бог царской власти, 1) особая регалия царской власти».
2. Сложная гласная с глоттальной смычкой типа Vʔ в слоге CVʔC передавалась двумя способами в зависимости от самой гласной: 1) в случае гласных [a], [e], [i] следующий слог включал гласную [u]: chi-ku, chiʔk — «коати»; 2) В случае гласных [u], [o], [e] следующий слог включал гласную [a]: JOʔL-la, joʔl - «череп»; b’u-la, b'[u]uʔl -«боб»; HUʔN-na h[u]uʔn — «повязка на голову» (аналог царской короны, изготавливавшийся из белой бумаги).

Ещё один способ показания глоттальной смычки на письме: mo-ʔо, moʔ — «попугай ара»; ko-ʔo-ha-wa, koʔhaw — «шлем»;
Таким образом, вырисовывается следующая схема записи односложных слов типа CVC в иероглифическом майя:
- b’a-ka [b’ak] (краткий гласный)
- b’a-ki [b’aak] (долгий гласный)
- b’a-ku [b’aʔk] (гласный с глоттальной смычкой)
- b’a-ʔa [b’aʔ] (гласный с глоттальной смычкой)
- b’a-ke [b’aakel] (опускается сонорный гласный l) (?)

#### Правила нерепрезентации
1. сложный гласный типа Vh, сопровожденный глоттальным [h] на письме никак специально не обозначается: b’a-la-ma, b’ahlam — «ягуар»; k’a-k’a, k’ahk' - «огонь»; b’u-ku, b’uhk — «одежда»; CHAAHK-ki/cha-ki, chaahk — «Чаак, бог дождя, бог-громовержец у майя»; MUWAAHN-ni, muwaahn — «ястреб», а также название одного из месяцев.
2. если в слоге присутствуют и долгота гласной, и её глоттализация (VVʔ), на письме в большинстве случаев показывается только глоттализация: HUʔN-na, huuʔn — «повязка».

### Иероглифы-эмблемы
Одной из первых выявленных категорий знаков стали так называемые иероглифы-эмблемы (эмблемные иероглифы), обозначавшие титулы. Они содержали слово ʔajaw (в классическом майя — «владыка») — неясной этимологии (возможно, от ʔaj-ʔaw — тот, кто громко говорит (приказывает), ʔaj - агентивный префикс мужского рода), но хорошо засвидетельствованное в колониальных источниках, а также топоним, предварявший слово ʔajaw и функционировавший в качестве прилагательного. В большинстве случаев титул вводился прилагательным k’uhul («божественный», «священный», от сущ. k’uh — «божество»). В классическую эпоху запись, в основном, выглядела как K’UH-топоним-ʔAJAW, где суффикс -ul на письме опускался (полная запись — K’UH-[hu]-lu-топоним-ʔAJAW).
Иероглиф-эмблема мог писаться любым числом слоговых или логографических знаков, а для слов ʔajaw и k’uhul, составлявших основу титула, зарегистрировано несколько альтернативных написаний. Термин был введен в обращение Генрихом Берлином для обозначения повторяющихся структурных составляющих майяских текстов.

## Пример
Гробница К’инич Ханааб Пакаля, проход 2g:
I4: ya-k’a-wa yak’aw
J4: ʔu?-K’UH-hu-lu ʔuk’uhul
I5: PIK pik
J5: 1-WINAAK-ki juʔn winaak
I6: pi-xo-ma pixoʔm
J6: ʔu-SAK-hu-na-la ʔusak hunal
I7: ʔu-ha ʔuʔh
J7: YAX-K’AHK’-K’UH? Yax K’ahk’ K’uh?
I8: ʔu-tu-pa ʔutuʔp
J8: K’UH?-? k’uh(ul)? …l
I9: ʔu-KOʔHAW-wa ʔukoʔhaw
J9: ?[CHAAK] …m Chaahk (‘GI’)
I10: SAK-BALUʔN Sak Baluʔn
Дословный перевод: «Он (К’инич Ханааб Пакаль) дал; божественные; одеяния; двадцать один; головные уборы;
Белая Лента; ожерелье; Первый Бог Огня; ушные украшения; божественный ‘Четырёхсторонний Значок’;
шлем; для Чака; Белые Девятка».
Перевод: «К’инич Ханааб Пакаль дал божественную одежду Чаку, Белой Девятке.
А именно: двадцать один головной убор, ожерелье, ушные украшения бога Огня и
Четырёхсторонний шлем Значка».
В этом отрывке приведен список даров царя богам. Во время окончания последнего двадцатилетия каждый бог триады Паленке получал лишь двадцать одно «одеяние». Теперь же каждый из них получил «божественные одеяния» и двадцать один «головной убор» — «пишом» и т. д.

## Дешифровка письменности

### Предыстория дешифровки
В раннюю колониальную эпоху ещё существовали люди, знавшие письменность майя. По некоторым сведениям, некоторые прибывшие на Юкатан испанские священники успели её изучить. Однако вскоре епископ Юкатана Диего де Ланда в рамках кампании по искоренению языческих обычаев приказал собрать и уничтожить все тексты майя, что привело к утрате значительной части рукописей.
Только четыре кодекса майя пережили конкистадоров. Наиболее полные тексты были найдены в посуде в могилах майя, а также на монументах и стелах в городах, заброшенных или разрушенных после прибытия испанцев.
Знание письменности было окончательно утрачено к концу XVI века. Интерес к ней появился лишь в XIX веке, после публикации сообщений о разрушенных городах майя.

### Алфавит де Ланды
Полагая, что использование миссионерами языка майя ускорит обращение индейцев в христианство, де Ланда решил изобрести свой собственный «алфавит майя» (так называемый «алфавит де Ланды»). При помощи двух знавших письменность индейцев он составил список соответствий между майяскими иероглифами и испанскими буквами. По мнению Юрия Кнорозова, «консультантом» по иероглифике майя у Де Ланды был последний правитель Сотуны На Чи Коком, принявший христианство и именуемый доном Хуаном Кокомой. Де Ланда не знал, что письменность майя была не алфавитной, а логосиллабической, а помогавшие ему майя в некоторых случаях записывали не произношение испанских букв, а их название (например, be, hache, ka, cu). После того, как Ланда попросил написать какое-нибудь высказывание, индеец вывел:
- ma i- n ka- ti
- ma in k’ati
- Я не хочу

Результат был по возвращении в Испанию записан де Ландой в своем труде «Relacíon de las cosas de Yucatán» («Сообщение о делах в Юкатане»).
Всего де Ландой было записано 27 знаков (плюс 3 знака в примерах написания слов), которые, по его мнению, соответствовали буквам испанского алфавита. Де Ланда также принимал участие в создании латинской письменности для юкатекского языка — вероятно, первой латинской письменности для месоамериканских индейцев.
До середины XX века ряд крупнейших исследователей цивилизации майя считали «алфавит де Ланды» фальсификацией. Американский учёный Валентини в 1880 году написал целую книгу, которую так и озаглавил: «Алфавит Ланды — испанская фабрикация». В ней он доказывал, что в рукописях де Ланды приведены вовсе не знаки письма майя, а рисунки различных предметов.
Алфавит Диего де Ланды:
Ниже приведена таблица с подробным анализом:
| Знак Ланды   | Буква над знаком | Название буквы (Испанский) | Восстановленное чтение | Знак Ланды        | Буква над знаком | Название буквы (Испанский) | Восстановленное чтение |
| ------------ | ---------------- | -------------------------- | ---------------------- | ----------------- | ---------------- | -------------------------- | ---------------------- |
| DiegoDeLanda | a                | a                          | a                      | DiegoDeLanda      | u                | u                          | u                      |
| DiegoDeLanda | b                | be                         | b’i                    | DiegoDeLanda      | x                | equis                      | XE?                    |
| DiegoDeLanda | i                | i                          | i                      | DiegoDeLanda      | x                | equis                      | ?                      |
| DiegoDeLanda | c                | ce                         | se                     | DiegoDeLanda      | z                | zeta                       | sa                     |
| DiegoDeLanda | e                | e                          | e                      | A Liter of Landa  | a                | a                          | a                      |
| DiegoDeLanda | h                | hache                      | che                    | L2                | l                | ele                        | lu                     |
| DiegoDeLanda | ku               | -                          | k’u                    | A2                | a                | a                          | a                      |
| DiegoDeLanda | l                | ele                        | le                     | T Liter of Landa  | t                | te                         | te                     |
| DiegoDeLanda | m                | eme                        | me                     | Cu Liter of Landa | cu               | -                          | ku                     |
| DiegoDeLanda | n                | ene                        | ne                     | Ka                | ka               | -                          | k’a                    |
| DiegoDeLanda | o                | o                          | o                      | B                 | b                | be                         | b’i                    |
| DiegoDeLanda | p                | pe                         | pe                     | O                 | o                | o                          | o                      |
| DiegoDeLanda | pp               | -                          | ?                      |                   |                  |                            |                        |
| DiegoDeLanda | u                | u                          | UH                     |                   |                  |                            |                        |

### Ранние исследования
В 1810 году Александр Гумбольдт опубликовал первый майяский текст — пять страниц «Дрезденского кодекса» (без перевода). В 1820 году было установлено, что он относится к цивилизации майя, а не ацтеков, как полагали ранее. В 1832—1833 годах учёный Константин Рафинеск выдвинул предположение, что комбинации точек и линий представляют собой цифры, а также настоял на необходимости изучения современных майяских языков для понимания древней письменности.
В 1864 году французский аббат Брассёр де Бурбур опубликовал рукопись Диего де Ланды, введя её в научное обращение.
К концу XIX века был в общем изучен календарь майя, составлены каталоги рисунков и фотографий, впоследствии активно использовавшихся учёными. Большой вклад в изучение календарной системы майя внес саксонский учёный Эрнст Фёрстеманн.

### Современность
Исследователи XIX века и начала XX века сумели расшифровать цифры майя и части текстов, связанные с астрономией и календарём майя, однако не смогли понять принцип письма и расшифровать его.
В 1875 г. Леон де Рони правильно определил знаки для сторон света и несколько других слоговых знаков, опираясь при этом на рукопись де Ланды, однако его исследования не получили продолжения.
В начале XX века конкурировали две гипотезы относительно сущности майяской письменности: американская школа во главе с Сайрусом Томасом считала её фонетической, а немецкая под руководством Эдварда Селера — идеографической.
Прорыв в расшифровке письменностей майя произошёл в середине XX века сразу в двух областях — было определено значение отдельных идеограмм и установлено звуковое значение символов.

#### Семантика
Иероглифы-эмблемы были расшифрованы в 1958 году Генрихом Берлином. Он заметил, что «иероглифы-эмблемы» состоят из больших главных знаков и двух меньших, сейчас читающихся как «K’uhul Ajaw». Меньшие элементы были относительно постоянными, а главный знак менялся от места к месту. Берлин предположил, что главный знак мог обозначать города, их правящие династии или контролируемые территории.
Было отмечено, что распределение таких иероглифов неравномерно. Некоторые, соответствовавшие крупнейшим центрам (Тикаль, Калакмуль), имели уникальный иероглиф-эмблему, часто встречавшийся в текстах. В текстах встречались символы для менее значимых городов. Города среднего размера также имели свои иероглифы, появлявшиеся, однако, только в самом городе. Небольшие города и деревни не имели собственных иероглифов. Впоследствии эта схема была связана с выявленными собственными именами, что привело к расшифровке иероглифов-эмблем.
Важную роль в понимании майяской письменности сыграла американская исследовательница русского происхождения Татьяна Проскурякова. В результате анализа иероглифов Пьедрас-Неграса (Гватемала) она предложила гипотезу, согласно которой надписи майя были посвящены событиям из жизни правителей, а не только мифологии, религии и астрономии, как считалось раньше. Кроме того, она идентифицировала многочисленные глаголы (умереть, родиться и т. д.) и другие иероглифы. Благодаря её исследованиям были получены сведения о династиях Яшчилана, Киригуа, Тикаля и других центров цивилизации майя.

#### Прорыв Юрия Кнорозова
Неточности алфавита де Ланды привели к тому, что он долгое время игнорировался научным сообществом, однако именно ему было суждено стать ключом к пониманию майяской письменности.
Решающую роль в расшифровке сыграл советский лингвист и историк, один из основоположников майянистики Ю. В. Кнорозов. В 1952 году он опубликовал статью «Древняя письменность Центральной Америки», в которой доказывал, что алфавит де Ланды в майяской части содержал слоговые символы, а не алфавит или идеограмму. Таким образом, он выступил против гипотезы в то время крупнейшего американского майяниста Эрика Томпсона, отвергавшего фонетическую составляющую письменности майя. Дальнейшее усовершенствование методик расшифровки позволило Кнорозову опубликовать в 1975 году перевод рукописей майя (монография «Иероглифические рукописи майя»).
Прорыв, совершённый Юрием Кнорозовым, привёл к расшифровке в последующие годы значительной части символов, и пониманию содержания большинства майянских текстов.
Таблица слогов, для которых в настоящее время (на 2004 год) известен хотя бы один фонетический символ:
|   | (’) | b | ch | ch’ | h | j | k | k’ | l | m | n | p | s | p’ | t | t’ | tz | tz’ | w | x | y |
| - | --- | - | -- | --- | - | - | - | -- | - | - | - | - | - | -- | - | -- | -- | --- | - | - | - |
| a | •   | • | •  | •   | • | • | • | •  | • | • | • | • | • |    | • |    | •  | •   | • | • | • |
| e | •   | • | •  |     | • | • | • | •  | • | • | • |   |   |    | • |    |    |     |   |   | • |
| i | •   | • | •  |     | • | • | • | •  | • | • | • | • | • |    | • |    | •  | •   | • | • | • |
| o | •   | • | •  | •   | • | • | • | •  | • | • | • | • | • |    | • |    |    |     | • | • | • |
| u | •   | • | •  |     | • | • | • | •  | • | • | • | • | • |    | • | •  | •  | •   |   |   | • |

### По-русски
- Письменность и календарь майя на сайте mesoamerica.ru Архивная копия от 16 марта 2008 на Wayback Machine
- Разбивка на блоки в иероглифической письменности майя — в поисках строгого определения феномена Архивная копия от 11 июля 2008 на Wayback Machine
- Кодексы индейцев Мезоамерики
- Содержание майяских текстов Архивная копия от 31 октября 2007 на Wayback Machine
- Сообщение о делах в Юкатане — текст и предисловие, содержащее описание алфавита де Ланды Архивная копия от 26 июня 2008 на Wayback Machine
- Юрий Кнорозов — биография гения

### По-украински
- Талах В. М. Краткий словарь языка иероглифической письменности Майя (на украинском языке). www.kuprienko.info (12 октября 2009). Дата обращения: 12 октября 2009. Архивировано 21 февраля 2012 года.
- Талах В.М. Введение в иероглифическую письменность Майя (на украинском языке). www.kuprienko.info (19 марта 2011). — учебник языка майя. Дата обращения: 19 марта 2011. Архивировано 22 августа 2011 года.

### По-английски
- Введение в иероглифику майя Архивная копия от 17 июня 2007 на Wayback Machine
- Частичный перевод, транслитерация и транскрипция текстов из Храма Надписей Архивная копия от 1 сентября 2006 на Wayback Machine
- Предварительный англо-майяский и майя-английский словарь иероглифов Архивная копия от 12 июля 2019 на Wayback Machine
- Письменность майя на сайте FAMSI Архивная копия от 15 марта 2008 на Wayback Machine
- Информация о письменности майя на сайте, посвященном древней Гватемале
- Mayaweb — сайт о культуре майя Архивная копия от 10 января 2010 на Wayback Machine